# Rezerwat przyrody Uroczysko Bażantarnia
Rezerwat przyrody Uroczysko Bażantarnia – leśny rezerwat przyrody w gminie Maków, w powiecie skierniewickim, w województwie łódzkim. Znajduje się na terenie leśnictwa Zwierzyniec w Nadleśnictwie Skierniewice.
Zajmuje powierzchnię 44,52 ha. Został powołany Zarządzeniem Ministra Leśnictwa i Przemysłu Drzewnego z 12 października 1982 roku (M.P. z 1982 r. nr 25, poz. 234, § 8). Według aktu powołującego, celem ochrony jest zachowanie fragmentów: grądu, dąbrowy świetlistej, olsu i łęgu jesionowo-olszowego oraz licznych drzew pomnikowych, między innymi buków na granicy zasięgu.

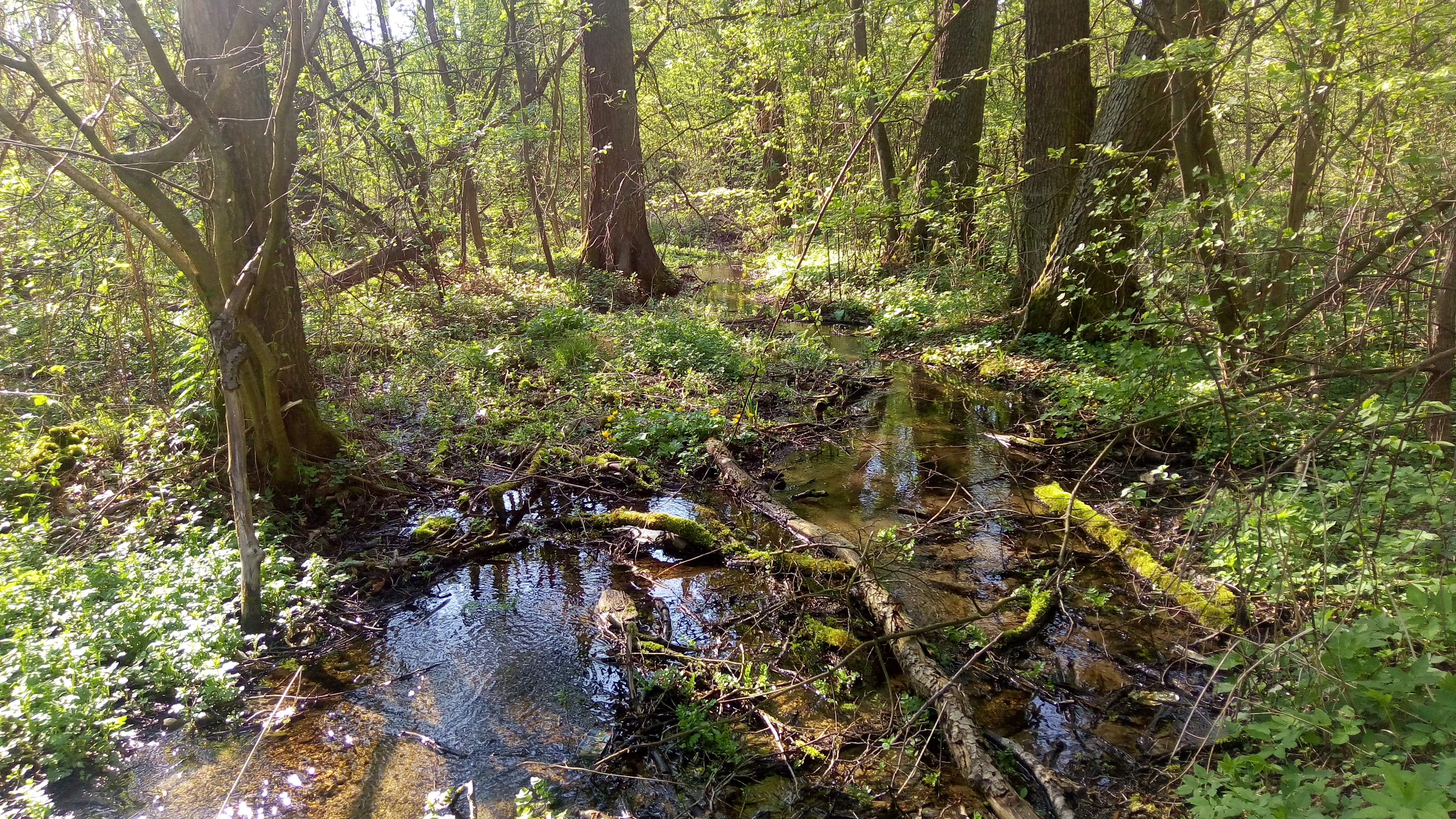
Niewielki strumień w północnej części rezerwatu

Las ten co najmniej od XVIII wieku służył celom łowieckim jako „bażantarnia” związana z Pałacem Prymasowskim w Skierniewicach stanowiącym rezydencję arcybiskupów gnieźnieńskich, a w XIX wieku carów rosyjskich. Odbywały się tu reprezentacyjne monarsze polowania.
W skład drzewostanu rezerwatu, oprócz wspomnianych buków, wchodzą: olsza czarna, brzoza brodawkowata, rzadziej grab pospolity, dąb szypułkowy (okazałe ponad trzystuletnie egzemplarze) i sosna zwyczajna. Główni przedstawiciele podszytu to leszczyna pospolita i kruszyna pospolita. Latem i wczesną wiosną grądy i łęgi są wilgotne i mroczne.
Do roślin występujących w runie leśnym należą: kopytnik pospolity, bluszczyk kurdybanek, gajowiec żółty, podagrycznik pospolity, czyściec leśny, kokoryczka, jaskier, dzwonek pokrzywolistny, konwalia majowa, zdrojówka rutewkowata, złoć żółta, kokorycz pełna, zawilec żółty, ziarnopłon wiosenny, fiołki (w tym rzadki fiołek przedziwny), przylaszczka pospolita, zawilec gajowy, miodunka ćma, groszek wiosenny, groszek czerniejący, dziewanna, pierwiosnek lekarski, dzwonek skupiony, rozchodnik wielki.
Rezerwat nie posiada planu ochrony; na powierzchni objętej zadaniami ochronnymi podlega ochronie czynnej.